# Афонино (Галичский район)
Афонино — деревня в составе Дмитриевского сельского поселения Галичского района Костромской области России.

## География
Деревня расположена у озера Костаровское.

## История
Согласно Спискам населённых мест Российской империи в 1872 году деревня относилась к 2 стану Галичского уезда Костромской губернии. В ней числилось 6 дворов, проживало 17 мужчин и 24 женщины.
Согласно переписи населения 1897 года в деревне проживало 49 человек (17 мужчин и 32 женщины).
Согласно Списку населённых мест Костромской губернии в 1907 году деревня относилась к Свиньинской волости Галичского уезда Костромской губернии. По сведениям волостного правления за 1907 год в ней числилось 13 крестьянских дворов и 72 жителя. Основными занятиями жителей деревни были малярный и плотницкий промыслы.
До муниципальной реформы 2010 года деревня входила в состав Красильниковского сельского поселения.

## Население
| 2008 | 2010 | 2012 | 2014 |
| ---- | ---- | ---- | ---- |
| 1    | ↗3   | ↘1   | ↘0   |